# Polistes weyrauchorum
Polistes weyrauchorum es una especie de avispa de papel de la familia Vespidae presente en Ecuador, Perú y Chile.
Se distribuye geográficamente se halla limitada a una estrecha faja de la costa, hasta las 2600 m s.n.m., desde la vertiente pacífica del Ecuador (Cantón Alausi) hasta el norte de Chile (Comuna de Codpa).

## Nombres comunes
- En Perú:[2]
  - Pulato o púlate (Chiclayo)
  - Avispa toro y pulato (Valle de Jequetepeque).